# أندبيل (شبستر)
أندبيل هي قرية في مقاطعة شبستر، إيران. يقدر عدد سكانها بـ 402 نسمة بحسب إحصاء 2016.